# Jan Kraek
Jan Kraek o Kraeck, italianitzat Giovanni Caracca (Haarlem, c. 1540 – Torí, 1607), va ser un pintor holandès actiu en el Ducat de Savoia com a pintor de la cort dels ducs.

## Biografia
L'1 de gener de 1568 apareix citat com a pintor de la cort de Manuel Filibert de Savoia, establert possiblement en Chambéry la ciutadania de la qual se li reconeix el 1577. L'any 1580, a la mort de Manuel Filiberto, va continuar al servei del seu successor, Carlos Manuel I, traslladant-se amb la cort a Torí cap a aquest mateix any.
Va visitar Espanya en dues ocasions, la primera el 1585, acompanyant al duc Carlos Manuel amb motiu del seu matrimoni amb la filla de Felip II de Castella, Caterina Micaela, enllaç celebrat a Saragossa. La segona el 1591, possiblement acompanyant al duc, que a l'abril va visitar a Felip II per demanar-li ajuda en la seva lluita contra els francesos, ja que en carta dirigida a Catarina Micaela, datada el 28 d'abril de 1591, Felip II justificava recepció dels «retrats de tots els meus nets i de la seva mare», dels quals únicament es conserva el del primogènit, el petit Felip Manuel de Savoia príncep de Piemont als cinc anys (Museu del Prado). Durant la seva estada a Madrid va retratar probablement al rei i va confeccionar un àlbum de retrats al llapis que va desaparèixer el 1904, en incendiar-se la Biblioteca Nacional de Torí on es guardava.
A més de retratista de la cort ducal va pintar quadres per a les esglésies de Torí -Presentació de Jesús en el temple, Palau Madama de Torí, a l'origen destinat a l'església de Santo Domingo-, i va intervenir en la decoració de la Galeria Gran del duc, destruïda per un incendi el 1659.